# Droits de l'homme à Cuba
L'état des droits de l'homme à Cuba est sous la surveillance des organisations de droits humains, qui accusent le gouvernement cubain de violations systématiques des droits de l'homme, y compris l'emprisonnement arbitraire et les procès inéquitables,,. Des organisations internationales des droits de l'homme comme Amnesty International et Human Rights Watch ont attiré l'attention de l'opinion publique sur les actions du mouvement des droits humains et sur des personnalités désignés comme des prisonniers d'opinion, tels qu'Oscar Elías Biscet. En outre, le Comité International pour la Démocratie à Cuba, dirigé par d'anciens chefs d'État tels que Václav Havel de la République tchèque, José María Aznar de l'Espagne et Patricio Aylwin du Chili, a été créé pour soutenir le mouvement civique.
La loi cubaine limite les libertés d'expression, d'association, de réunion, de circulation et de la presse. Des préoccupations ont également été exprimées au sujet de la tenue de procès équitables. Selon Human Rights Watch, même si Cuba, officiellement athée jusqu'en 1992, « permet plus de possibilités pour l'expression religieuse qu'il a fait au cours des dernières années et a permis à plusieurs groupes humanitaires religieux de fonctionner, le gouvernement maintient un contrôle strict sur les institutions religieuses, les groupes affiliés, et des croyants ». La censure à Cuba a également été au centre des plaintes,.

## L'histoire
Lors de la colonisation espagnole de l'Amérique, l'oppression des populations autochtones a été décrite en détail par l'ecclésiastique Bartolomé de las Casas. Le transport subséquent d'esclaves africains vers l'île, qui a duré plus de 300 ans, a conduit les Britanniques à mener une intervention militaire, déterminés « à mettre un terme à ces violations ». Depuis l'indépendance de Cuba en 1902, les gouvernements cubains successifs ont été critiqués et condamnés par différents groupes, tant à l'intérieur de Cuba qu'à l'étranger, pour des violations des droits de l'Homme sur l'île. Au cours de la dernière partie de l'époque coloniale espagnole à Cuba, les droits de l'homme sur l'île étaient devenus un sujet de préoccupation internationale. Après une visite de la région en 1898, le sénateur américain Redfield Proctor estime que jusqu'à 200 000 Cubains sont morts de faim et de maladie dans les « forts espagnols », essentiellement des camps de concentration. Ce fut un facteur qui a contribué au soutien pour la guerre hispano-américaine aux États-Unis.
Après l'indépendance et une longue période d'instabilité, le gouvernement de Gerardo Machado (1924 à 1933) s'est avéré être autoritaire. Machado a maintenu son règne jusqu'à ce que Fulgencio Batista mène un soulèvement appelé la Révolte des Sergents, dans le cadre d'un coup d'État qui destitua Machado en 1933. Batista est ensuite devenu l'homme fort du pays, derrière une succession de présidents-marionnettes, jusqu'à ce qu'il soit lui-même élu président en 1940. Selon Hugh Thomas, la période suivant la présidence de Machado a été marquée par de violentes représailles, des lynchages de masse et une détérioration de l'État face à la corruption et au gansterismo sur l'ensemble de l'île.
À partir de 1940, Cuba avait un système électoral multipartiste jusqu'à ce que Fulgencio Batista (Président de 1940-1944) fomente un coup d'État militaire le 10 mars 1952,.
En 1958, le Time magazine écrit : « Les rebelles fanatiques mal armés de Cuba ont essayé la semaine dernière de renverser le Président Fulgencio Batista avec l'arme ultime des révolutions civiles : la grève générale. ... Fulgencio Batista s'était préparé pour la grève en offrant une immunité à toute personne qui tuerait un gréviste et en menaçant de prison tout employeur qui fermerait boutique ». Pendant la grève, les militants et les jeunes ont volé des armes à feu et ont jeté des bombes, après quoi certaines personnes ont été tuées dans les affrontements.
La grève a été de courte durée : « Ayant l'avantage, Batista a conduit autour de la ville, tandis que ses flics ont assis leur suprématie. Quand une voiture de patrouille a annoncé par radio qu'il y avait des affrontements avec des rebelles et qu'il y avait " un homme mort et un prisonnier ", le répartiteur a ordonné : " Tuez-le ". En milieu d'après-midi, les flics ont fait irruption dans une pension, s'emparant de trois jeunes hommes qui étaient des chefs du mouvement cubain Action Catholique, qui sympathise avec Castro. Deux heures plus tard, leurs corps dépouillés, torturés et criblés de balles ont été remis aux parents. Le total des morts : 43. »
En 1959, Fidel Castro et ses forces réussirent à renverser Batista. À l'époque, des changements fondamentaux dans le système judiciaire et le processus politique étaient en cours. Au cours de cette période de transition, quelques inquiétudes furent exprimées au sujet de la sécurité juridique,.
Le « Mouvement de réconciliation nationale cubain », une organisation basée aux États-Unis qui prétend agir comme un forum de discussion de la société cubaine, a décrit ce qu'elle croit être des variables complexes lors de l'analyse du respect des droits de l'homme immédiatement après la révolution. Entre 1959 et 1965, de violents affrontements connus sous le nom de la Rébellion de l'Escambray opposèrent le gouvernement cubain et des groupes d'opposition armés, mais les conflits ont diminué au début des années 1970. Le groupe affirme, au moment où les mouvements internationaux des droits de l'homme prospéraient dans les années 1970, que la plus grave période de répression étant terminée, l'évaluation rétrospective non partisane de la période allait être difficile. Le mouvement de réconciliation a aussi cité les difficultés de l'évaluation des abus qui sont couramment divisés sur les lignes partisanes. Selon le groupe, les exilés cubains qui ont souvent été les premiers à dénoncer le gouvernement cubain, partagent largement une idéologie anticommuniste et ferment les yeux vis-à-vis des violations commises par d'autres régimes, alors que beaucoup d'observateurs penchant à gauche ne prennent pas en considération les réclamations des victimes cubaines.
Après son arrivée au pouvoir en 1959, le gouvernement de Fidel Castro a construit un système de répression très efficace, selon Human Rights Watch.
Dès le mois de septembre 1959, Vadim Kotchergin (ou Kotcherguine), un agent du KGB, a été vu à Cuba,. Jorge Luis Vasquez, un Cubain qui a été emprisonné en Allemagne de l'Est, affirme que la Stasi, la police secrète est-allemande formait le personnel du ministère cubain de l'Intérieur.

## Situation des droits de l'homme
L'article 62 de la constitution de Cuba précise : « Aucune des libertés reconnues au citoyen ne peut être exercée contre les dispositions établies par la Constitution et la loi, ni contre l'existence et les objectifs de l'État socialiste, ni contre la décision du peuple cubain de construire le socialisme et le communisme. L'infraction à ce principe est punissable ».
À plusieurs reprises, la Commission des droits de l'homme de l'Organisation des Nations unies a condamné Cuba pour le non-respect des droits de l'homme : par exemple en 1996 à la suite de la répression menée contre les dissidents et le 17 avril 2003 après l’arrestation de 75 opposants, jugés selon une procédure sommaire pour avoir, selon le gouvernement cubain, reçu de l'argent de l'ambassade américaine dans le but de susciter des actes hostiles à Cuba[réf. nécessaire].
Les partisans de Fidel Castro contestent l'objectivité de ces rapports. Ainsi Danielle Bleitrach, sociologue et ancienne membre du comité central du PCF, condamne les résolutions de la Commission, toujours présentés par les États-Unis ou leurs alliés qu'elle qualifie de « pions » (République tchèque, Costa Rica, Honduras…) et adoptées par une très courte majorité. Elle dénonce des « pressions » économiques et politiques de la part du gouvernement américain sur les États membres de la Commission, dans le but de faire voter ces résolutions et de s'en servir comme « arme » contre Cuba.
Salim Lamrani, prenant appui sur le rapport 2006 d'Amnesty International, déclare que la situation des droits de l'Homme à Cuba est bien meilleure que dans le reste de l'Amérique latine. En effet, selon le rapport, aucun cas de torture, d'assassinat ou de disparition politique n'aurait eu lieu à Cuba. Adolfo Pérez Esquivel, artiste argentin et titulaire du prix Nobel de la paix en 1980, affirme que « Le discours sur les droits de l'homme à Cuba est purement idéologique et ne vise qu'à justifier le blocus de Washington. [...] À Cuba, il n'est pas d'enfants vivant dans la rue; santé et éducation sont gratuites. Les pays qui condamnent Cuba ne parlent pas de ces droits-là. ».
De nombreuses associations de défense de droits de l'homme comme Amnesty International ou Human Rights Watch dénoncent la répression exercée par le régime de Castro,. En mars 2010, le Parlement européen a voté à 90 % une résolution demandant à Cuba la libération des prisonniers d'opinion
En 2006, à l'ONU, le Conseil des droits de l'homme remplace la Commission, discréditée. Cuba est alors élue parmi les 47 membres du nouveau Conseil, par 135 voix sur 191. Le ministre des Relations extérieures de Cuba, Felipe Pérez Roque, déclare alors : « cette session peut marquer le début d’une nouvelle étape dans la lutte pour créer un système véritable de promotion et de protection de tous les droits de l'homme étendus à tous les habitants de la planète, et non aux seuls riches et privilégiés. Mais il y faudra un changement radical, une vraie révolution des conceptions et des méthodes qui ont entravé l'ancienne Commission. » De leur côté, l'association Human Rights Watch et la FIDH auraient préféré ne pas voir Cuba élue au Conseil. Le 12 mai 2009, Cuba est réélue pour un second mandat, avec 163 voix sur 189.

### Controverse sur le respect des règles démocratiques

#### Prisonniers politiques
Le régime des frères Castro utilise la technique de la torture blanche au sein de la Villa Marista à La Havane.
Entre 1965 et 1967, des objecteurs de conscience (comme les témoins de Jéhovah), des homosexuels (comme Reinaldo Arenas) et des analphabètes, interdits de port d'arme, étaient envoyés dans des Unités militaires d'aide à la production (UMAP) pour effectuer leur service militaire. C'est le cas du cardinal Jaime Ortega. Selon les détracteurs de ce système qui prit fin 18 mois après sa naissance, il s'agissait de camps de travail. Selon un rapport publié le 10 janvier 2005 par la Commission cubaine pour les droits de l’homme et la réconciliation nationale (CCDHRN), 294 prisonniers politiques sont encore enfermés à Cuba, contre 327 début 2004. Selon ce rapport, en 2004, au moins 21 personnes ont été emprisonnées pour des motifs politiques. Il rappelle également que le gouvernement cubain continue de refuser l’accès aux prisons au Comité international de la Croix-Rouge (CICR) et à la Commission des droits de l'homme de l'ONU. Selon Le Livre noir du communisme, plus de 100 000 Cubains ont connu depuis 1959 les camps et les prisons en raison de leurs opinions, et entre 15 000 et 17 000 personnes ont été fusillées. Selon les détracteurs du gouvernement cubain, plusieurs écrivains cubains ont été persécutés : peu de temps après la Révolution, le journal Lunes de Revolución fut interdit et ses écrivains homosexuels publiquement dénoncés et renvoyés. Le dramaturge Virgilio Piñera est arrêté pour délit d'homosexualité en 1961 et son œuvre est censurée par le régime. Selon Jacobo Machover, en 1971, le poète Heberto Padilla fut arrêté et emprisonné par la Sécurité de l’État et contraint de se livrer publiquement à son autocritique. Il affirme également que María Elena Cruz Varela fut obligée d'avaler ses poèmes en présence de sa fille puis emprisonnée pendant deux ans (1991-1993).

#### Liberté d'expressionet de la presse
Selon Amnesty International et Reporters sans frontières, de nombreux journalistes et opposants sont emprisonnés. Le pays est classé 169 sur 180 pour le peu de liberté qu'il y est laissé à la presse par Reporters sans frontières.
Selon le gouvernement cubain et ses partisans, la liberté d'expression est au contraire bien plus respectée que dans la plupart des pays d'Amérique. Ils affirment que les critiques du gouvernement, même les plus acerbes, sont autorisées. Ils évoquent notamment le cas d'Oswaldo Payá Sardiñas, l'un des dissidents les plus importants. D'après ses détracteurs, il est étroitement lié à la Fondation nationale cubano-américaine (organisation anticastriste basée à Miami, accusée de terrorisme contre Cuba) et à la Section des intérêts nord-américains. Il a notamment déclaré « À Cuba, il y a des disparus… Il y a plus de vingt enfants assassinés » à la presse américaine.
En mai 2005, un congrès d'organisations dissidentes s'est également tenu librement à La Havane, malgré le soutien apporté par les États-Unis à ce rassemblement.
Soixante-quinze opposants dont le poète Raul Rivero, actuel président de la Société interaméricaine de presse (SIP), ont été arrêtés en mars 2003. Le 23 juin 2003, 50 d'entre eux ont été condamnés à de lourdes peines d’emprisonnement, en application de l’article 91 du Code Pénal et de la loi no 88. Accusé de « trahison de la patrie » et de « collaboration avec une puissance étrangère » au cours de ce procès, Raul Riveiro a été condamné à 20 ans de prison. Il est libéré le 30 novembre 2004 à la suite de « pressions douces » de José Luis Rodríguez Zapatero, premier ministre espagnol. Le 29 août 2006, le journaliste Juan Carlos Herrera Acosta, également condamné à 20 ans de prison à Camagüey, aurait selon RSF été frappé par ses gardiens parce qu'il demandait le droit de téléphoner. Selon un journaliste du Figaro, lorsque Fidel Castro est tombé malade en août 2006, la pression s'est accentuée sur les dissidents : des groupes chargés de la surveillance de leur voisinage auraient encouragé la délation. À Banes, dans la province d'Holguin, la seule bibliothèque indépendante de la ville aurait été encerclée par des groupes de citoyens vérifiant les identités des personnes qui voulaient entrer.
Toutefois, le fait que journalistes et dissidents aient réellement été enfermés pour « délit d'opinion » est sujet à controverse. En effet, la liberté d'opinion, d'expression et d'association est reconnue par l'article 54 de la constitution cubaine. La raison invoquée pour leur condamnation existe dans les lois de tous les États démocratiques : « travail de concert avec une puissance étrangère dans l’objectif d’ébranler le Gouvernement cubain ». Les dissidents condamnés ne sont pas accusés d'avoir une opinion divergente, mais d'avoir reçu de l'argent de l'ambassade américaine pour déstabiliser le régime et faciliter la mise en place du blocus. Selon plusieurs chefs d'État et spécialistes, ces pratiques d'ingérence seraient fréquemment utilisées par les États-Unis, par exemple par le biais de la National Endowment for Democracy (NED).
Le gouvernement cubain s'explique sur la vague d'arrestations de mars 2003, contestant les faits rapportés formulés par la presse et des associations. Lors d'une conférence de presse le 25 mars 2004, Felipe Pérez Roque, ministre cubain des Relations extérieures, dénonce une « campagne de mensonges et de diffamations permanente contre Cuba », intensifiée après l'arrestation des « soixante-quinze mercenaires condamnés l'an dernier pour avoir travaillé au service du gouvernement des États-Unis », selon ses propres termes. Il ajoute que sur toutes les personnes arrêtées, deux seulement possédaient un diplôme de journalisme (contredisant ainsi les affirmations de Reporters sans frontières), et que quinze avaient été auparavant condamnés pour des délits de droit commun. Le ministre affirme également que 70 des 75 condamnés ne travaillaient pas, vivant de l'argent fourni par les États-Unis. Pour finir, il dément les accusations de maltraitance sur les détenus, en interrogeant les médecins responsables du suivi de leur santé.
La presse à Cuba appartient à l'État, comme le veut l'article 53 de la Constitution : « La liberté de parole et de presse conforme aux objectifs de la société socialiste est reconnue aux citoyens. Les conditions matérielles pour l’existence de cette liberté sont assurées par le fait que la presse, la radio, la télévision, le cinéma et autres médias de masse appartiennent à l'État ou à la société, et ne relèvent en aucun cas de la propriété privée, ce qui garantit leur utilisation au service exclusif du peuple travailleur et dans l’intérêt de la société. »
Le principal quotidien cubain est Granma, l'organe de presse du Parti communiste tiré à 450 000 exemplaires. Ensuite vient Juventud rebelde, publié par l'UJC, qui publie entre autres des débats, mais jamais avec des opposants au régime.
Le politologue cubain Rafael Hernandez, directeur de la revue Themas, constate une évolution dans la participation des citoyens à l'information, mais précise que de grands progrès restent à faire : « Une résolution du bureau politique à l'adresse des organes de presse les invite à recueillir l'opinion des citoyens. [...] Mais si l'on lit les journaux, on se rend compte que cet espace est extrêmement petit. [...] Il y a une inertie mentale. »
Selon un rapport de Human Rights Watch en 2022, le gouvernement cubain viole régulièrement les droits de l'homme, avec l'intention de punir les manifestants et de décourager de futures manifestations, en réaction à des rassemblements anti-gouvernementaux à grande échelle en juillet 2021. Plus de 170 personnes à Cuba ont été interrogées par HRW, notamment des victimes de maltraitance, leurs proches et leurs avocats.

#### Internet et la censure
Les Cubains sont peu équipés en matériel informatique (3,3 ordinateurs pour 100 habitants, c'est-à-dire l'un des taux les plus faibles du monde) et il n'existe qu'un seul opérateur dans le pays, la société ETEC SA. L'URSS fournissait à l'île l'essentiel de l'électricité dont elle avait besoin. Après la chute de l'Union soviétique, Cuba a donc dû faire face à de nombreuses coupures de courant. Le gouvernement a alors décidé de limiter au maximum la vente des appareils à haute consommation électrique, comme les téléviseurs, les micro-ondes et les ordinateurs. Cette interdiction a été levée en mai 2008, mais un ordinateur coûte en moyenne 800 dollars, ce qui est hors de portée de la plupart des Cubains.
De même, le gouvernement peut expliquer la difficulté d'accès à internet par des raisons pratiques. En raison de l'embargo américain auquel est soumise l'île, le seul moyen pour Cuba d'accéder au réseau est de passer par le satellite, une pratique très coûteuse. Pour parer à ce problème, Cuba et le Venezuela auraient entrepris en 2006 d'installer un câble sous-marin reliant les deux pays. Les travaux devraient être terminés en 2010, et ainsi permettre un développement important des connexions Internet sur l'île. Avec ce lien, les deux pays déclarent souhaiter « établir un nouvel ordre mondial, multi-polaire, basé sur la viabilité, l'équité et le bien commun, et qu'un tel câble international, protégé par des organisations internationales est crucial. »
L'ouverture d'une ligne internet est soumise à l'autorisation des autorités de l'île. L'utilisation d'internet ne doit pas « compromettre la sécurité d'État » ni aller contre « les lois et principes moraux du pays », des motifs suffisamment flous pour couper arbitrairement un accès à internet. Cuba détient le taux d’accès à internet le plus bas d’Amérique latine. Selon les détracteurs de Cuba, les cybercafés sont surveillés et trop coûteux pour la population. D'après eux, les clients seraient dans l'obligation de décliner leur identité. La recherche de mots-clés jugés « subversifs » par le régime entraînerait la fermeture du programme. Les dissidents tels que Guillermo Fariñas (qui a reçu le prix Cyberliberté de RSF en 2006) luttent pour la liberté d'expression et d'information sur internet. D'autre part, capter les chaînes étrangères de télévision reste interdit par le gouvernement.
D'après Reporters sans frontières, la justice cubaine est contrôlée par le gouvernement. L'organisation affirme que plusieurs journalistes dissidents ont été emprisonnés sans avoir été jugés.

#### Absence de véritablemultipartisme
Le Parti communiste de Cuba a longtemps gouverné en tant que parti unique et seule la presse officielle est autorisée. En 1992, une réforme de la constitution a réaffirmé le caractère socialiste de l’État ; en revanche, les références idéologiques au marxisme-léninisme ont cédé la place aux liens géopolitiques avec l’Amérique latine et les Caraïbes. Des partis d'opposition ont été autorisés, mais comme le Parti communiste, n'ont pas la permission de présenter des candidats aux élections ; leur droit à l'expression politique demeurerait sévèrement contrôlé et leurs tentatives de se livrer à des activités publiques seraient systématiquement suivies ou précédées de mesures d'intimidation, voire d'arrestations de leurs militants selon Juan José Lopez. Les personnes autorisées à participer aux scrutins sont sélectionnées par la Commission nationale de candidature, qui effectue ses choix sur la base de critères comme l'« éthique » et le « patriotisme » des candidats, et leur « histoire révolutionnaire ». Les élections, depuis 1993, se déroulent à bulletins secrets, mais avec des candidatures uniques. Granma, journal officiel du parti communiste, affirme qu'à Cuba, « il n'y a pas d'opposition mais une contre-révolution stimulée et payée ».
Dès 1959, les partisans de Batista sont exécutés de façon expéditive. Jesús Yáñez Pelletier, vice-président du Mouvement pour les droits de l'Homme, est assigné à résidence et étroitement surveillé parce qu'il avait manifesté son opposition au rapprochement de Fidel Castro avec le Parti communiste cubain au début des années 1960.Selon les dissidents, les emplois permettant de vivre correctement (principalement le tourisme) sont réservés aux membres du parti de Fidel Castro.

### Dissidents cubains
Quelques actions dissidentes à Cuba :
- Entre le 18 et le 20 mars 2003 (date qualifiée par Reporters sans frontières de « Printemps noir cubain »), 75 opposants ont été arrêtés, emprisonnés et condamnés à des peines allant de 10 et 28 ans de prison ferme.[réf. nécessaire] Eux-mêmes se déclarent prisonniers d’opinion, mais les autorités cubaines les accusent d’avoir reçu de l’argent de la part des États-Unis pour faciliter l’application du blocus, ce qui s’apparente à de l’intelligence avec l’ennemi (voir plus haut).
- Le projet Varela, animé par Oswaldo Payá Sardiñas, est une pétition réunissant plus de 14 000 signatures pour obtenir un référendum sur la Constitution et le libéralisme économique.
- Les Dames en blanc réunissent les épouses et mères des prisonniers politiques, constituée après le printemps noir de 2003.
- Le Projet des Bibliothèques Indépendantes possède un réseau de plus de 50 bibliothèques publiques (dont le siège se trouve dans la maison d'un opposant) dans le but affiché de permettre aux Cubains d'accéder à des livres ou des informations censurés par le régime et inexistants dans les bibliothèques de l'État. Selon Salim Lamrani, ces « bibliothèques indépendantes » sont en fait créées, financées et approvisionnées depuis 1988 par les États-Unis pour relayer la propagande anticastriste et « donner l'illusion d'une opposition croissante au gouvernement cubain »[61]. D'après lui, la situation de l'édition à Cuba est très éloignée de la version défendue par la presse internationale ; il évoque notamment la Foire internationale du livre de Cuba. Il souligne le fait que, sur l'île, « près de 400 bibliothèques publiques proposent des services totalement gratuits, sans compter celles qui se trouvent dans quasiment toutes les universités et écoles. Avant la Révolution, il n'y en avait que 32 ».
- Le Mouvement des journalistes indépendants possède un réseau d'une dizaine d'agences de presse indépendante. À Cuba, toute la presse appartient à l'État et aucun journaliste a le droit d'écrire sans autorisation officielle.
- La Fédération espagnole des associations cubaines, dirigée par Enrique Gutierrez rassemble les opposants en Espagne.

Selon les détracteurs du système cubain, les dissidents sont surveillés et soumis à la censure ; les plus connus à Cuba sont :
- Jorge Luis García Antúnez ;
- Oscar Elías Biscet ;
- Marta Beatriz Roque Cabello ;
- Dr. Félix Bonne Carcassés ;
- Oscar Espinosa Chepe ;
- Gisela Delgado ;
- Guillermo Fariñas ;
- Normando Hernández ;
- Rene Gómez Manzano ;
- Hilda Molina ;
- Manuel Cuesta Morúa ;
- Laura Pollán ;
- Vladimiro Roca ;
- Elizardo Sánchez ;
- Oswaldo Payá Sardiñas ;
- Dagoberto Valdés ;

Parmi les opposants réfugiés aux États-Unis les plus célèbres, il y a Ileana Ros-Lehtinen, Mario Diaz-Balart, Lincoln Díaz-Balart, Armando Pérez Roura, Nancy Pérez Crespo, Carlos Alberto Montaner, Silvia Iriondo, Frank Hernández Trujillo, Frank Calzón, Mel Martinez, Ricardo Boffil, Joe García, Jaime Suchliki, Angel de Fana, Rafael del Pino, Gloria Estefan, Willy Chirino, Guillermo Alvarez Guedes, José Ignacio Rasco, Cary Roque, Albita Rodríguez, Olga Guillot, Marisela Verena, Cristina Saladrigas, Carlos Franqui, Huber Matos ou Ninoska Pérez.
Certains dissidents sont soutenus et financés par les États-Unis. Selon Ricardo Alarcón, président de l'Assemblée nationale de Cuba, la plupart des dissidents sont motivés « par l'appât du gain, car les diplomates américains savent récompenser grassement ceux qui collaborent avec eux ». Il affirme que certains des dissidents arrêtés en 2003 possédaient jusqu'à 16 000 dollars en liquide, une somme immense à Cuba. Plusieurs organisations se battent pour faire tomber le régime cubain comme Consenso cubano ou la FNCA (Fondation nationale cubaine-américaine), lobby soutenu par les États-Unis et soupçonné d'avoir commis plusieurs attentats contre Cuba.

### L'émigration cubaine
1,7 million de Cubains, soit 15 % de la population totale, vivent à l'étranger. Le comté de Miami-Dade est le principal foyer d'exilés cubains dans le monde. En valeur absolue, l'émigration cubaine vers les États-Unis est la deuxième ou la troisième du continent américain derrière le Mexique et le Canada mais la onzième en valeur relative, devant le Mexique en 1998 (taux d'émigration de 1,58 pour mille habitants pour Cuba contre 1,37 pour mille habitants pour le Mexique), mais derrière sur la période 1991-1996.
En Février 2021, à la suite des attaques des autorités cubaines à l'égard des interprètes du vidéo clip Patria y vida et à l'initiative des députés européens Dita Charanzová et Leopoldo López Gil, plusieurs dissidents et artistes cubains viennent témoigner de leurs propres expériences de violations des droits de l'homme à Cuba, devant le parlement européen.

## Ligues cubaines des droits de l'homme
- Cubaine Démocratique De La Direction (Directorio)
- La fondation pour les Droits de l'Homme à Cuba
- Comité International pour la Démocratie à Cuba
- Cuban Liberty Conseil
- Les dissidents cubains
- Les femmes en Blanc

## Bilan des victimes du castrisme
(décembre 2016).
De 1959 à aujourd'hui, la répression organisée par le régime castriste contre ses opposants a fait plusieurs milliers de morts.
Le recensement le plus scrupuleux des victimes a été réalisé par l'association Cuba Archive. Il s'agit d'un recensement nominatif : les noms, âges, dates de décès et circonstances des décès ont été répertoriés. Selon ce recensement, le bilan des victimes du castrisme depuis 1959 s'élève à 7062 morts au 31 décembre 2015, dont :
- Fusillés par un peloton d'exécution : 3 116
- Exécutions sommaires, sans jugement : 1 166
- Victimes de combats ou portés disparus au combat : 839
- Tentatives de fuite hors de Cuba (raisons inconnues : disparus) : 811
- Morts en prison par négligence médicale ou manque de soins : 315
- Tentatives de fuite hors de Cuba (raison connues : noyades, déshydratations, explosions de mines, etc.) : 199
- Suicides, la plupart en prison : 146
- Autres disparitions pour causes indéterminées, la plupart sans doute en tentant de fuir Cuba : 100
- Disparus après arrestation : 23
- Grèves de la faim en prison : 18
- Civils victimes d'assassinats hors de Cuba : 12
- Autres morts de nature politique : 317

Tous ces morts ne prennent pas en compte les dizaines de milliers de Cubains qui ont été emprisonnés, condamnés aux travaux forcés, torturés, etc.
Depuis l'accession au pouvoir de Raul Castro en 2006, le nombre de victimes s'élève précisément à 264 au 31 décembre 2015 selon l'association Cuba Archive qui en a établi la liste nominative :
- Morts en prison par négligence médicale ou manque de soins : 98
- Suicides, la plupart en prison : 52
- Tentatives de fuite hors de Cuba (morts et disparus) : 51
- Exécutions sommaires ou abattus : 34
- Morts des suites d'une grève de la faim en prison : 6
- Morts accident ou négligence en prison: 4
- Disparus après arrestation : 2
- Autres causes : 17